# Voltido
Voltido (Vultéed in dialetto cremonese) è un comune italiano di 319 abitanti della provincia di Cremona, in Lombardia.

## Storia

### Simboli
Lo stemma e il gonfalone sono stati concessi con DPR del 1º dicembre 1952.
Il gonfalone è un drappo di azzurro.

## Società

### Evoluzione demografica
Abitanti censiti